# 宜康省
宜康省（Econsave）是马来西亚Econsave Cash & Carry私人有限公司旗下的超級市場。它于1955年由赖氏家族在雪蘭莪巴生市创立，當時是一家杂货店。 
截至2021年，宜康省在马来西亚半岛地区、沙巴和砂拉越57個地方開設門店。其中大部分位于马来西亚半岛。